# Akustična gitara
Akustična gitara je gitara koja je nalik klasičnoj gitari, ali ima metalne žice i uži vrat. Prva moderna akustična gitara nastala je u drugoj polovici 20. stoljeća. Zvuk akustične gitare nastaje u njezinu tijelu, koje se ponaša kao zvučna kutija. Zvuk odsviranih žica ulazi u tijelo kroz „zvučnu rupu“ koja se nalazi ispod samih žica te se tamo pojačava glasnoća rezonancijom u tijelu.

## Povijest akustične gitare
Kroz povijest, tehnike kojima su se izrađivale akustične gitare su se mijenjale. Izrađivači gitara najviše su pozornosti posvećivali vrsti drva od kojeg se izrađivalo tijelo. U zemljama Bliskog Istoka nije se ni koristilo drvo nego sprešani listova biljaka. Ta se tehnika također koristila za dobivanje papirusa u Egiptu. Kroz stoljeća su izrađivači gitara proširivali svoje znanje o rezonanciji drva. Krajem 15. stoljeća se razvio i danas popularan mit da neki izrađivači gitara idu tako daleko da doslovno hodaju po šumama s „tonskim vilicama“ koje lupkaju o drvo. To je zapravo vrlo korisna tehnika jer „tonska vilica“ pojačava prirodni ton drva, te se ustvari može čuti taj komad drva te njegova rezonancija.
Današnji najpoznatiji nezavisni izrađivač gitara, Richard Pendell, o selekciji drva kaže: “Odabir drva je najvažniji dio posla. Ne možete zamijeniti prirodnu akustičnost drva s raznim dodatcima. Oni su najčešće samo kozmetičke prirode. Oko 75 % tona gitare zavisi o drvu koje koristite.“*
Glasnoća gitare ovisi o većini i obliku tijela gitare, tj. o količini zraka koji vibrira u 
zvučnoj kutiji, te je zbog toga najpopularniji oblik akustične gitare „dreadnought“ jer
je upravo taj oblik najglasniji.

## Nastajanje zvuka
Zbog činjenice da samo tijelo gitare je odgovorno za „oblikovanje“ zvuka kojeg čujemo, sama izrada gitare je vrlo zahtjevan proces. Vrsta drva koja se koristi na pojedinim dijelovima gitare i način na koji su te plohe drva spojene zajedno čine bitan faktor na ukupan zvuk akustične gitare. Smatra se da je najvažnija kvaliteta plohe, iznad koje se nalaze „zvučna rupa“ i žice. Ta gornja drvena ploha je ujedno i najtanja, kako bi se omogućilo lakše „osjećanje“ vibracije žica, te je zbog toga unutar zvučne kutije dodatno pojačana rebrastim potpornjima. Upravo različiti načini izrade tih potpornja često znaju biti presudan faktor uspjeha izrade kvalitetne gitare.

## Vanjske poveznice
- Akustične i klasične gitare   Arhivirana inačica izvorne stranice od 20. travnja 2016. (Wayback Machine)